# Irena Falbagowska
Irena Teresa Falbagowska (ur. 20 lutego 1957) – polska lekkoatletka, specjalizująca się w skoku wzwyż, wicemistrzyni Polski.

## Kariera sportowa
Była zawodniczką SZS-AZS Zielona Góra.
W 1976 została wicemistrzynią Polski seniorek na otwartym stadionie w skoku wzwyż.
Rekord życiowy w skoku wzwyż: 1,80 (20.08.1976).